# ماکوتو تاکاهاشی (نقاش)
ماکوتو تاکاهاشی (انگلیسی: Macoto Takahashi; ۲۷ اوت ۱۹۳۴ – ۱۷ نوامبر ۲۰۲۴) نقاش، تصویرگر و هنرمند مانگاکا اهل ژاپن بود.